# 문민호
문민호(한국 한자: 文敏鎬, 1958년 9월 18일 ~ )는 대한민국의 전 축구 선수이며, 포지션은 미드필더였다.

## 수상 내역
- 실업축구대회 득점왕: 1984